# The Hague Open
The Hague Open, noto in precedenza come Siemens Open e Sport 1 Open, è stato un torneo professionistico di tennis giocato su terra rossa, che faceva parte dell'ATP Challenger Tour. Si è giocato annualmente al Mets Tennisbanen Berkenbosch di Scheveningen nei Paesi Bassi dal 1993 al 2018.
Il torneo prende il nome dalla capitale L'Aia (in inglese The Hague), di cui Scheveningen è un sobborgo balneare. Fin dalla sua fondazione era diventato uno dei più importanti eventi del circuito Challenger e sugli spalti erano numerosi gli spettatori che venivano ad ammirare campioni come Marat Safin, Marcelo Rios, David Nalbandian, Nikolaj Davydenko, Gaël Monfils e Richard Gasquet che hanno disputato il torneo.
Guillermo García López, Jesse Huta Galung e Raemon Sluiter detengono con 2 titoli ciascuno il record di vittorie in singolare, mentre Boy Westerhof con 3 trofei ha il record di vittorie in doppio.

## Albo d'oro

### Singolare
| Anno | Campione                   | Finalista          | Punteggio              |
| ---- | -------------------------- | ------------------ | ---------------------- |
| 2018 | Thiemo de Bakker           | Yannick Maden      | 6–2, 6–1               |
| 2017 | Guillermo García López (2) | Ruben Bemelmans    | 6–1, 6(3)–7, 6–2       |
| 2016 | Robin Haase                | Adam Pavlásek      | 6–4, 6(9)–7, 6–2       |
| 2015 | Nikoloz Basilašvili        | Andrey Kuznetsov   | 6(3)–7, 7–6(4), 6–3    |
| 2014 | David Goffin               | Andreas Beck       | 6–3, 6–2               |
| 2013 | Jesse Huta Galung (2)      | Robin Haase        | 6–3, 6(2)–7 6–4        |
| 2012 | Jerzy Janowicz             | Matwé Middelkoop   | 6–2, 6–2               |
| 2011 | Steve Darcis               | Marsel İlhan       | 6–3, 4–6, 6–2          |
| 2010 | Denis Gremelmayr           | Thomas Schoorel    | 7–5, 6–4               |
| 2009 | Kristof Vliegen            | Albert Montañés    | 4–2 ritiro             |
| 2008 | Jesse Huta Galung (1)      | Diego Hartfield    | 6–3, 6–4               |
| 2007 | Pablo Cuevas               | Dominik Meffert    | 6–3, 6–4               |
| 2006 | Guillermo García López (1) | Albert Montañés    | 0–6, 6–3, 6–4          |
| 2005 | Melle van Gemerden         | Kristof Vliegen    | 6–4, 6–3               |
| 2004 | Peter Wessels              | Raemon Sluiter     | 7–5, 7–6(7)            |
| 2003 | Todd Larkham               | Diego Veronelli    | 7–6(4), 4–6, 6–4       |
| 2002 | Raemon Sluiter (2)         | Salvador Navarro   | 7–6(6), 6(3)–7, 7–6(4) |
| 2001 | Raemon Sluiter (1)         | Paul-Henri Mathieu | 6–3, 6–4               |
| 2000 | Nicolas Coutelot           | Martin Rodriguez   | 6–3 ritiro             |
| 1999 | Emilio Benfele Álvarez     | Martin Verkerk     | 6–3, 3–6, 3–2 ritiro   |
| 1998 | Younes El Aynaoui          | Martin Rodriguez   | 6–3, 6–1               |
| 1997 | Ion Moldovan               | Salvador Navarro   | 3–6, 7–5, 6–2          |
| 1996 | Dennis van Scheppingen     | Dominik Hrbatý     | 4–6, 6–3, 6–2          |
| 1995 | Jordi Arrese               | Andrei Pavel       | 6–3, 6–7, 6–4          |
| 1994 | Francisco Clavet           | Karol Kučera       | 3–6, 7–5, 6–2          |
| 1993 | Simon Youl                 | Bart Wuyts         | 7–5, 1–6, 6–4          |

### Doppio
| Anno | Campioni                                | Finalisti                             | Punteggio           |
| ---- | --------------------------------------- | ------------------------------------- | ------------------- |
| 2018 | Ruben Gonzales Nathaniel Lammons        | Luis David Martínez Gonçalo Oliveira  | 6–3, 6(8)–7, [10–5] |
| 2017 | Sander Gillé Joran Vliegen              | Jozef Kovalík Stefanos Tsitsipas      | 6–2, 4–6, [12–10]   |
| 2016 | Wesley Koolhof Matwé Middelkoop (2)     | Tallon Griekspoor Tim van Rijthoven   | 6–1, 3–6, [13–11]   |
| 2015 | Ariel Behar Eduardo Dischinger          | Aslan Karacev Andrej Kuznecov         | walkover            |
| 2014 | Matwé Middelkoop (1) Boy Westerhof (3)  | Martin Fischer Jesse Huta Galung      | 6–4, 3–6, [10–6]    |
| 2013 | Antal van der Duim Boy Westerhof (2)    | Gero Kretschmer Alexander Satschko    | 6–3, 6–3            |
| 2012 | Antal van der Duim Boy Westerhof (1)    | Rameez Junaid Simon Stadler           | 6–4, 5–7, [10–7]    |
| 2011 | Colin Ebelthite Adam Feeney             | Rameez Junaid Sadik Kadir             | 6–4, 6–7, [10–7]    |
| 2010 | Franco Ferreiro Harsh Mankad            | Rameez Junaid Philipp Marx            | 6–4, 3–6, [10–7]    |
| 2009 | Lucas Arnold Ker Máximo González        | Thomas Schoorel Nick van der Meer     | 7–5, 6–2            |
| 2008 | Rameez Junaid Philipp Marx              | Matwé Middelkoop Melle van Gemerden   | 5–7, 6–2, [10–6]    |
| 2007 | Raemon Sluiter (2) Peter Wessels        | Rohan Bopanna Pablo Cuevas            | 7–6(6), 7–5         |
| 2006 | Guillermo García López Salvador Navarro | Marc Gicquel Édouard Roger-Vasselin   | 6–4, 0–6, [11–9]    |
| 2005 | Julien Benneteau Édouard Roger-Vasselin | Steve Darcis Kristof Vliegen          | 5–7, 7–5, 7–6(5)    |
| 2004 | Paul Logtens Raemon Sluiter (1)         | Enzo Artoni Juan Pablo Brzezicki      | 6–2, 7–5            |
| 2003 | Fred Hemmes Edwin Kempes (2)            | Óscar Hernández Salvador Navarro      | 3–6, 6–4, 6–3       |
| 2002 | Edwin Kempes (1) Martin Verkerk         | Mariano Hood Sebastián Prieto         | 6–4, 6–4            |
| 2001 | Jordan Kerr Grant Silcock               | Brandon Coupe Tim Crichton            | 6–3, 6–4            |
| 2000 | Paul Hanley Nathan Healey               | Marcus Hilpert Thomas Strengberger    | 6–2, 1–6, 6–3       |
| 1999 | Eyal Ran (1) Tom Vanhoudt (1)           | James Greenhalgh Paul Rosner          | 6–4, 6–4            |
| 1998 | Agustín Calleri Tobias Hildebrand       | Sebastián Prieto Martin Rodriguez     | 6–2, 3–6, 6–2       |
| 1997 | Álex Calatrava Tom Vanhoudt (1)         | Raemon Sluiter Peter Wessels          | 6–7, 6–2, 7–6       |
| 1996 | Brandon Coupe Paul Rosner               | Martijn Bok Dennis van Scheppingen    | 6–1, 3–6, 6–0       |
| 1995 | Andrei Pavel Eyal Ran(1)                | Emilio Benfele Álvarez Jose Imaz-Ruiz | 6–4, 6–4            |
| 1994 | Marten Renström Mikael Tillström        | Stephen Noteboom Tom Vanhoudt         | 3–6, 7–5, 6–3       |
| 1993 | Nils Holm Lars-Anders Wahlgren          | Jacco Eltingh Paul Haarhuis           | 6–1, 6–2            |